# Pont du Gard
Pont du Gard (Cầu Gard) là một cầu ba tầng nằm ở phía Nam nước Pháp thuộc Vers-Pont-du-Gard, gần Remoulins, Nîmes và Uzès, đây là một phần của hệ thống máng dẫn nước (aqueduc) do đế chế La Mã xây dựng để đưa nước từ Uzès tới Nîmes. Được xây dựng từ thế kỉ 1 và tồn tại gần như nguyên vẹn đến ngày nay, Pont du Gard đã được UNESCO đưa vào danh sách Di sản thế giới năm 1985.

## Lịch sử
Pont du Gard là một phần của hệ thống máng dẫn nước (aqueduc) dài 50 km đưa nước từ sông Eure ở Uzès, gần Saint-Quentin-la-Poterie, đến thành phố La Mã Nemausus, nay là Nîmes. Đây là một công trình có trình độ thiết kế và thi công rất đáng chú ý của đế chế La Mã khi độ chênh cao của toàn hệ thống dài 50 km chỉ là 12 mét trong khi nó phải uốn khúc qua nhiều ngọn núi thấp và thung lũng của vùng. Hệ thống này được xác định xây dựng vào thế kỉ 1 dựa trên những mảnh vỡ đồ gốm còn sót lại ở công trình, cộng với các dấu tích khác, người ta cho rằng Pont du Gard được xây dựng vào khoảng từ năm 40 đến năm 60.
Do nguồn nước chỉ cao hơn các bể chứa của thành phố Nîmes 12 mét nên công trình dẫn nước phải được tính toán cực kì cẩn thận, cuối cùng nó được xây dựng với độ nghiêng đáng kinh ngạc là 34 cm / 1 km chiều dài, tức là 1/3000. Hệ thống này đã vận chuyển khoảng 20.000 mét khối nước mỗi ngày cho thành phố trong khoảng vài thế kỉ. Đến khoảng thế kỉ 5 thì hệ thống dẫn nước, trong đó có Pont du Gard không còn tác dụng và công trình bắt đầu bị hủy hoại do con người và thiên nhiên.
Từ thế kỉ 19, công trình bắt đầu được tu sửa vào các năm 1834, 1855-1857. Năm 1985 Pont du Gard được UNESCO đưa vào danh sách Di sản thế giới. Hiện nay đây là một công trình thu hút khách du lịch hàng đầu nước Pháp với 1,4 triệu lượt khách trong năm 2001.

## Kiến trúc

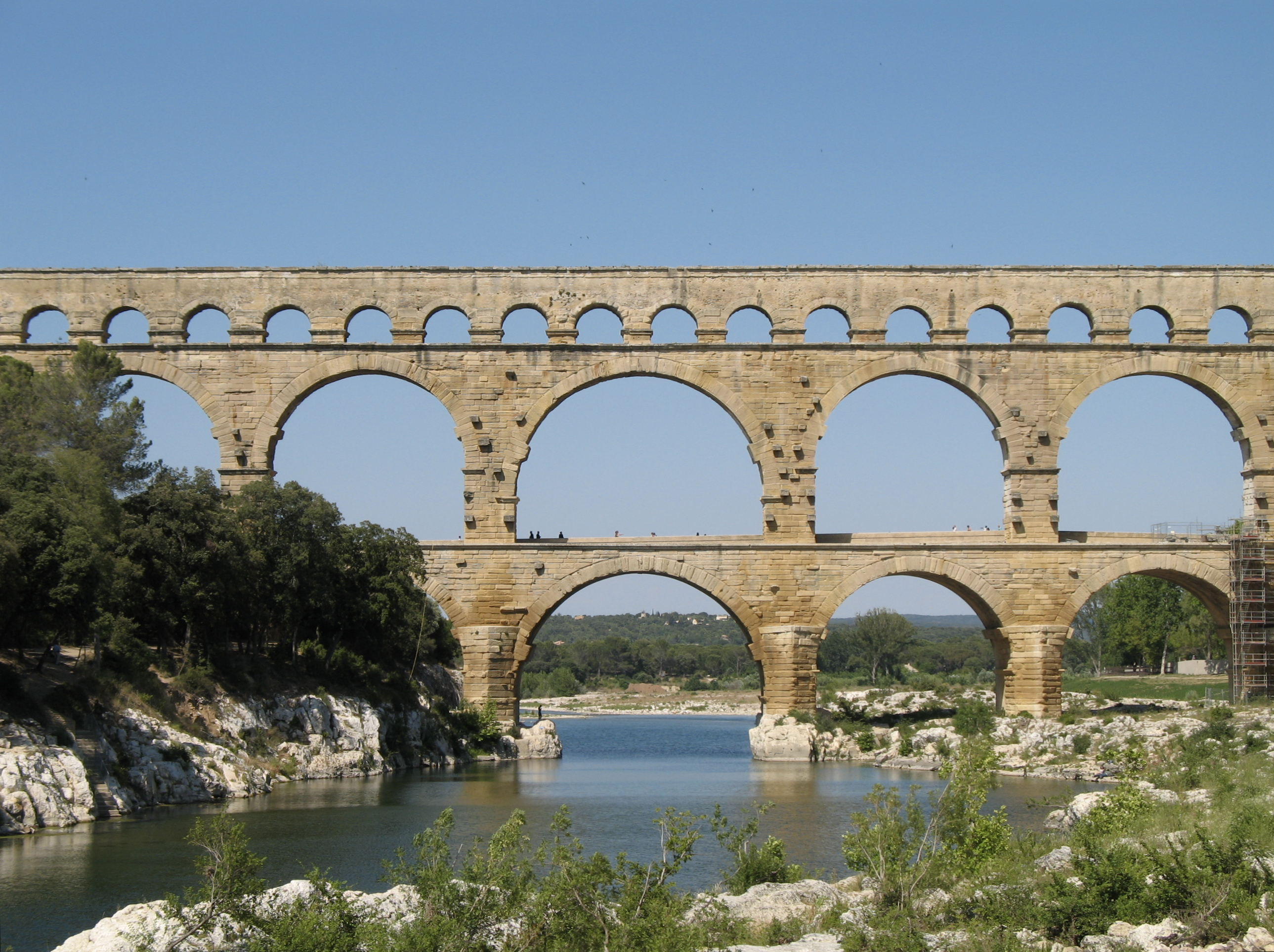
Pont du Gard

Pont du Gard được xây dựng bằng đá bắc ngang qua sông Gardon gồm 3 tầng với chiều dài 275 mét và độ cao tối đa 49 mét. Đây là cầu dẫn nước cao nhất trong số các công trình tương tự thời La Mã. Ba tầng của Pont du Gard có các kích thước lần lượt là:
- Tầng đáy: Gồm 6 nhịp, dài 142,35 mét, rộng 6,36 mét, cao 21,87 mét.
- Tầng giữa: Gồm 11 nhịp, dài 242,55 mét, rộng 4,56 mét, cao 19,50 mét.
- Tầng trên: Gồm 35 nhịp, dài 275 mét, rộng 3,06 mét, cao 7,40 mét.

Độ mở của các nhịp cầu hai tầng đầu là tương tự nhau vì các trụ nhịp của hai tầng này được đặt trùng lên nhau. Độ mở của các nhịp thay đổi từ 24,52 mét cho các nhịp bắc qua sông và 19,50 mét cho các nhịp còn lại. Các nhịp hẹp nhất có độ mở 15,50 mét. Các nhịp của tầng trên cùng có độ mở không đổi là 4,80 mét.
Hai tầng đầu và các trụ của tầng thứ ba được xây dựng bằng cùng một loại gạch đá dày nửa mét, dài 2 mét và cân nặng tới 6 tấn. Các phiến đá này được ghép chính xác với nhau bằng cách chạm trực tiếp tại nơi ghép. Các máng dẫn nước rộng 1,20 mét, cao 1,85 mét được xây từ các phiến đá xây dày 0,85 mét. Hệ thống này được bao bọc bởi các phiến đá lát dày 0,35 mét, rộng 1 mét và dài 3,65 mét.

## Hình ảnh

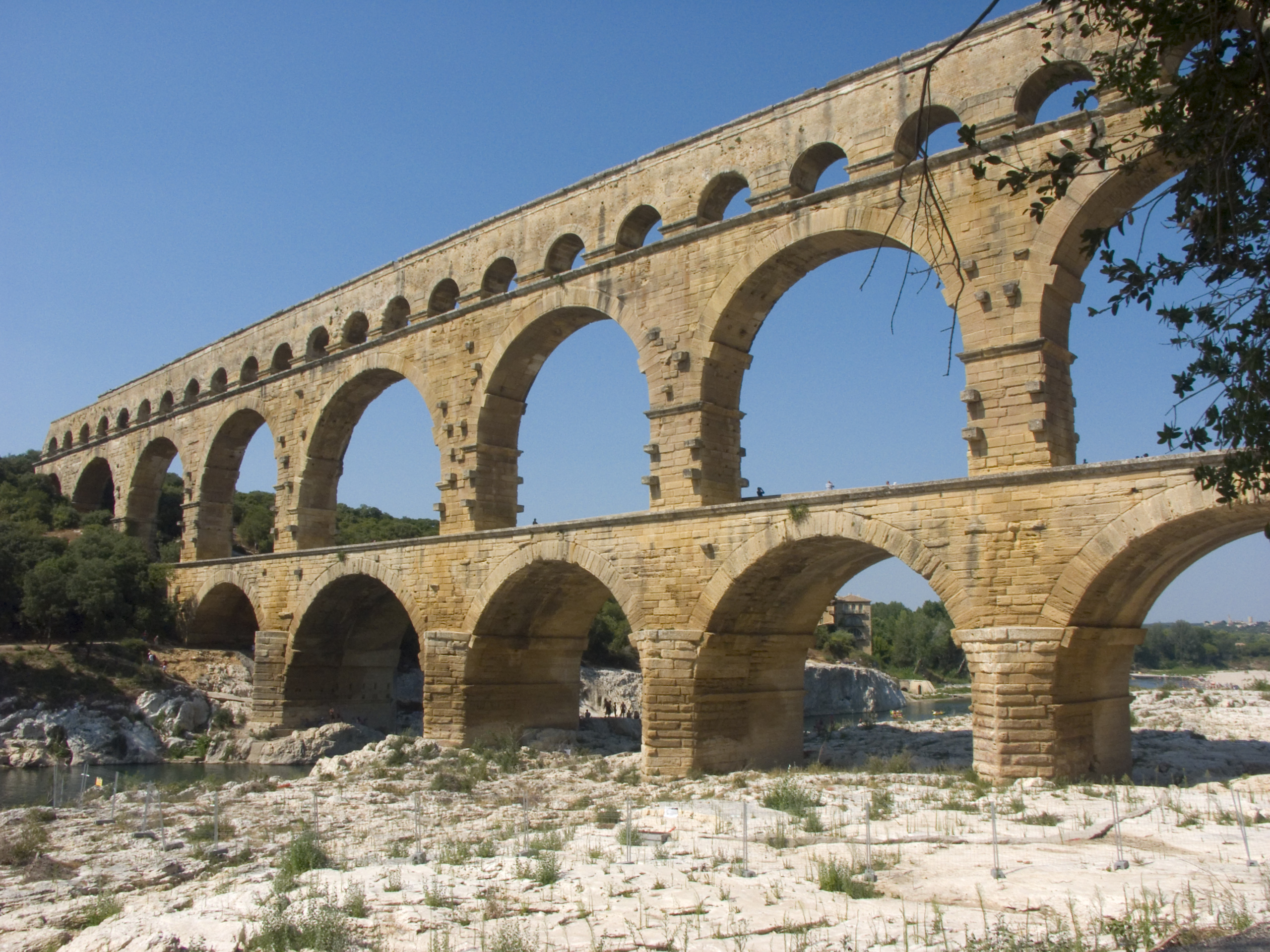
Nhìn từ chân cầu
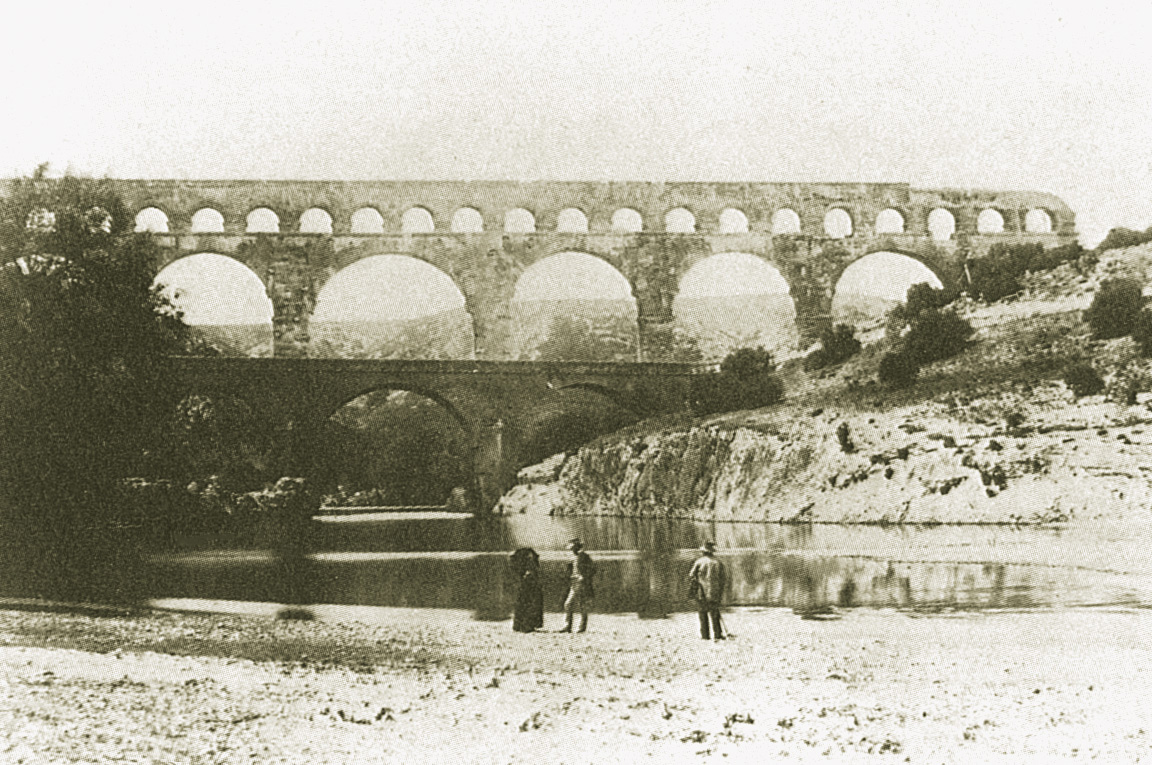
Cầu vào giữa thế kỉ 19
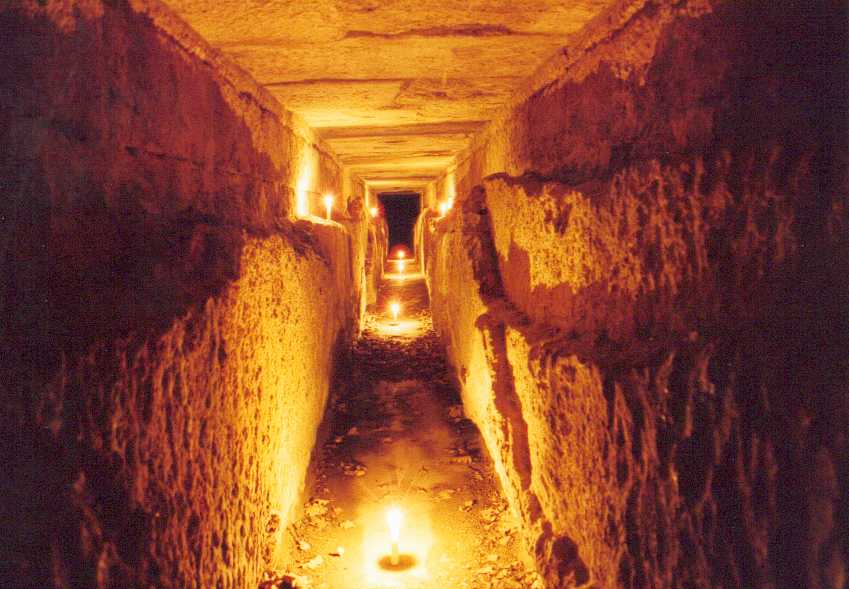
Đường ống dẫn nước
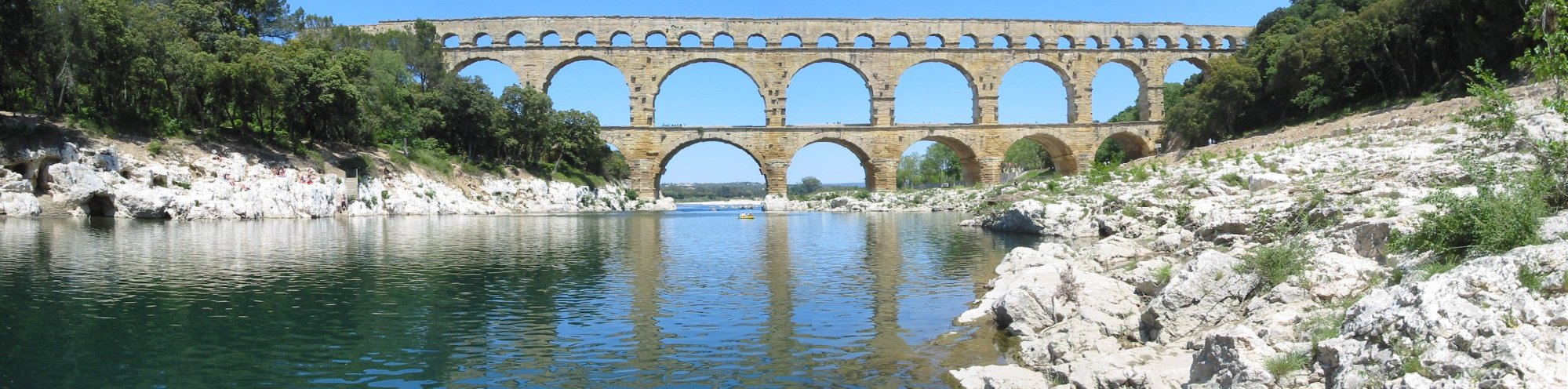
Phản chiếu từ sông Gardon